# Mount Perry
Mount Perry – miasto w Australii, w stanie Queensland.